# Kanał im. Prezydenta Mościckiego
Kanał im. Prezydenta Mościckiego – projektowany w II Rzeczypospolitej kanał wodny na terenie województwa wołyńskiego, łączący Bug z dorzeczem Prypeci. Prace nad jego budową na terenie powiatu lubomelskiego rozpoczęły się w 1929. Kanał nie został ukończony z powodu oporu właścicieli okolicznych gospodarstw rybnych, a jego ślady znaleźć można w pobliżu trójstyku granic Polski, Białorusi i Ukrainy.